# Kathleen McKaneová Godfreeová
Kathleen „Kitty“ McKaneová Godfreeová (7. května 1896, Bayswater, Londýn – 19. června 1992, Londýn) byla anglická tenistka a badmintonistka, dvojnásobná vítězka dvouhry ve Wimbledonu 1924 a 1926. Na LOH 1920 konaných v Antverpách se stala olympijskou vítězkou v ženské čtyřhře. Na olympijských hrách získala celkem pět medailí, čímž je v tomto hodnocení nejúspěšnějším tenistou historie.

## Sportovní kariéra
Podle Wallise Myerse z Daily Telegraphu a Daily Mailu, byla klasifikována v první desítce ženského tenisu v období 1921 až 1927, nejlépe postavená pak na 2. místě v letech 1923, 1924 a 1926 (oficiální žebříčky tenistů neexistovaly).
V tenise získala pět olympijských medailí z Letních olympijských her 1920 konaných v Antverpách a Letních olympijských her 1908 konaných v Paříži, čímž je co do počtu medailí nejúspěšnějším tenistou na Olympijských hrách vůbec. V roce 1920 se stala olympijskou vítězkou v ženské čtyřhře.
Nejslavnější turnaj světa Wimbledon vyhrála v ženské dvouhře dvakrát. Ve finále ročníku 1924 prohrála s Američankou Helen Willsovou Moodyovou první set a ve druhém již ztrácela 4–1 (40–15), přesto zápas otočila a v rozhodujícím setu zvítězila 6–4. Pro Willsovou Moodyovou to bylo jediné prohrané wimbledonské finále ve dvouhře, v dalších osmi triumfovala. V ročníku 1926 pak Godfreeová zdolala Španělku Lili de Alvarezovou.
Wimbledonské finále 1924 nebylo její jedinou výhrou nad Moodyovou. Porazila ji také stejného roku ve Wightman Cupu 6–2, 6–2. Moodyová naopak těsně zvítězila ve čtvrtfinále US Championships ročníku 1923 výsledkem 2–6, 6–2, 7–5, poté co Godfreeová v rozhodujícím setu dohnala ztrátu 5–2 a srovnala na 5–5, přesto nakonec triumfovala Moodyová. Ve finále US Championships 1925 pak opět dominovala Moodyová ve třech setech.
V roce 1925 se stala první tenistkou nebo tenistou vůbec, který během své kariéry dosáhl na finále dvouhry ve třech grandslamech French Championships, Wimbledonu a US Championships.
V roce 1922 vytvořila se svou sestrou Margaretou McKaneovou Stocksovou deblový pár, jenž jako jediný sesterský hrál finále Wimbledonu až do příchodu amerických sester Sereny a Venus Williamsových, které se do finále probojovaly v ročníku 2000. Sestry McKaneovy v roce 1922 podlehly Lenglenové a Ryanové 6–0, 6–4. Dvakrát vyhrála ženskou čtyřhru na US Championships (1923 s Phyllis Howkinsovou Covellovou, 1927 s Ermyntrudou Harveyovou), jednou pak smíšenou čtyřhru (1925 s Johnem Hawkesem). Na French Championships zvítězila v ženské čtyřhře roku 1923 spolu s Geraldinou Beamishovou.
Její statistika zápasů ve Wimbledonu udává poměr výher a proher 38–11 ve dvouhře, 33–12 v ženské a 40–12 ve smíšené čtyřhře.
V roce 1977 byla na wimbledonském centrálním dvorci oceněna Stoletou medailí (Centenary medallion). V roce 1986, kdy ženská soutěž slavila 100. výročí na Wimbledonu, se jí dostalo cti předat mísu tehdejší vítězce Martiné Navrátilové.
V roce 1978 byla uvedena do Mezinárodní tenisové síně slávy.

### Badminton
V badmintonu devětkrát zvítězila na jednom z nejstarších turnajů světa All England Badminton Championships (Mistrovství Anglie v badmintonu), v letech 1920 až 1925 vyhrála v řadě všechny ročníky. Tento turnaj byl považován za neoficiální mistrovství světa, které se začalo hrát až v roce 1977.

## Soukromý život
Provdala se za tenistu Leslie Godfreeho. Do současnosti jsou jediným manželským párem, který vyhrál smíšenou čtyřhru ve Wimbledonu, a to v roce 1926.

## Finálová utkání na Grand Slamu

### Vítězství (2)
| Rok  | Turnaj        | Finalistka              | Výsledek      |
| 1924 | Wimbledon     | Helen Willsová Moodyová | 4–6, 6–4, 6–4 |
| 1926 | Wimbledon (2) | Lilí de Álvarezová      | 6–2, 4–6, 6–3 |

### Finále (4)
| Rok  | Turnaj               | Vítězka                 | Výsledek      |
| 1923 | French Championships | Suzanne Lenglenová      | 6–2, 6–3      |
| 1923 | Wimbledon            | Suzanne Lenglenová      | 6–2, 6–2      |
| 1925 | French Championships | Suzanne Lenglenová      | 6–1, 6–2      |
| 1925 | US Championships     | Helen Willsová Moodyová | 3–6, 6–0, 6–2 |

## Výsledky na Grand Slamu – dvouhra
| Legenda | Legenda                                   | Legenda | Legenda                     |
| ------- | ----------------------------------------- | ------- | --------------------------- |
| SR      | poměr vyhraných turnajů ku všem odehraným | W–L V–P | výhry–prohry                |
| NH      | daný rok se turnaj nekonal                | A       | turnaje se hráč nezúčastnil |
| 1Q / LQ | prohra v (kole) kvalifikace               | 1k / 1R | prohra v daném kole turnaje |
| QF / ČF | prohra ve čtvrtfinále                     | SF      | prohra v semifinále         |
| F       | prohra ve finále                          | Vítěz   | vítězství v turnaji         |

| Turnaj    | 1919  | 1920  | 1921  | 1922  | 1923  | 1924  | 1925  | 1926  | 1927  | 1928  | 1929  | 1930  | 1931  | 1932  | 1933  | 1934  | Celkově SR |
| --------- | ----- | ----- | ----- | ----- | ----- | ----- | ----- | ----- | ----- | ----- | ----- | ----- | ----- | ----- | ----- | ----- | ---------- |
| Austrálie | NH    | NH    | NH    | A     | A     | A     | A     | A     | A     | A     | A     | A     | A     | A     | A     | A     | 0 / 0      |
| Francie   | NH    | A     | A     | SF    | F     | NH    | F     | QF    | A     | A     | A     | A     | A     | A     | A     | A     | 0 / 4      |
| Wimbledon | QF    | 3k    | 2k    | 2k    | F     | W     | SF    | W     | QF    | A     | A     | A     | 4k    | 4k    | 2k    | 3k    | 2 / 13     |
| US Open   | A     | A     | A     | A     | QF    | A     | F     | A     | 1k    | A     | A     | A     | A     | A     | A     | A     | 0 / 3      |
| SR        | 0 / 1 | 0 / 1 | 0 / 1 | 0 / 2 | 0 / 3 | 1 / 1 | 0 / 3 | 1 / 2 | 0 / 2 | 0 / 0 | 0 / 0 | 0 / 0 | 0 / 1 | 0 / 1 | 0 / 1 | 0 / 1 | 2 / 20     |